# لیونهام
لیونهام (به انگلیسی: Lavenham) یک روستا و محله مدنی در بریتانیا است که در Babergh واقع شده‌است. لیونهام ۱٬۷۲۲ نفر جمعیت دارد.

## خواهرخوانده
شهر رامبوئییه خواهرخواندهٔ لیونهام هست.